# Série médicale

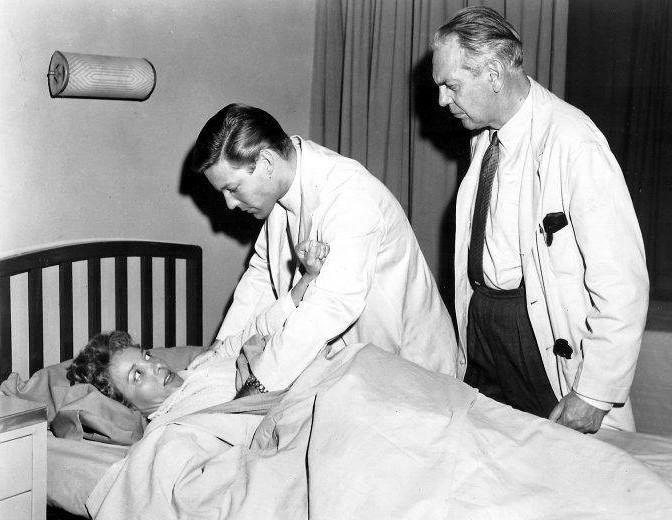
Photo du premier épisode de l’émission de télévision Le Jeune Docteur Kildare. Beverly Garland est la patiente avec qui le Dr. Kildare (Richard Chamberlain) éprouve des difficultés tandis que le Dr. Gillespie (Raymond Massey) essaie d’aider.

La série médicale est un genre de série télévisée dramatique, essentiellement américain, dont l'action se déroule en milieu professionnel hospitalier ou médical.

## Histoire
Les premières séries médicales apparaissent aux États-Unis dans les années 1960 durant ce que l'historienne Marjolaine Boutet appelle « l'âge classique » des séries télévisées. Les deux premières séries médicales américaines sont Le Jeune Docteur Kildare (NBC, 1961-1966) et Ben Casey (ABC, 1961-1966). Dès leur début, les séries médicales mettent l'accent sur les relations amoureuses des personnages et abordent les problématiques scientifiques et éthiques du monde médical. Les séries médicales cherchent à véhiculer un message humaniste en mettant en avant les addictions, les maladies et les traumatismes.
Ces séries font généralement preuve d'un certain réalisme dans leur traitement des problématiques sociales et médicales et dans la représentation des professions médicales. C'est notamment le cas de Medic (NBC, 1954-1956) qui s'appuie sur des histoires vraies ou de Docteur Marcus Welby (ABC, 1969-1976) qui met en scène des approches différentes de la médecine. La série Urgences (NBC, 1994-2009) est à ce titre l'un des modèles du genre. Créée par le médecin Michael Crichton, elle dépeint fidèlement le fonctionnement d'un service d'urgences et fournit une critique du système de santé américain. Elle est souvent louée par le monde médical, les professionnels de la télévision et la critique.
D'autres séries médicales présentent un intérêt particulier en plus de représenter le monde médical de manière réaliste. Ainsi, Dr House (Fox, 2004-2012) prend pour personnage principal un antihéros misanthrope et rappelle les enquêtes policières de Sherlock Holmes tandis que Grey's Anatomy (ABC, depuis 2005), série médicale américaine la plus longue à ce jour, se veut une représentation de l'émancipation féminine.
En France, la diffusion de séries médicales (françaises ou américaines) reste absente jusque dans les années 1980. Médecins de nuit (Antenne 2, 1978-1986) peut être considérée comme la première série médicale française. Le genre est aujourd'hui représenté par les séries Le Cocon, débuts à l'hôpital (La Une et France 2, 2006), Équipe médicale d'urgence (France 2, 2006-2010), Nina (La Une et France 2, depuis 2015) ou encore Hippocrate (Canal+, depuis 2018).
En Espagne, le genre connaît un nouvel essor à la suite de la diffusion à la fin de l'été 2024 de la série Respira de Carlos Montero, traitant de la crise des urgences avec les acteurs Najwa Nimri, Aitana Sánchez-Gijón et Manu Ríos.